# Leuzenberg
Leuzenberg ist ein Gemeindeteil der Gemeinde Reichenschwand im Landkreis Nürnberger Land (Mittelfranken, Bayern). Leuzenberg liegt in der Gemarkung Reichenschwand.

## Lage
Das Dorf Leuzenberg liegt etwa 1,8 km nördlich von Reichenschwand. Der Talkessel, der von der Weppach gebildet wurde, wird im Osten vom Großen Hansgörgl, im Westen von der Vorderen Röd und dem Kreuzbühl begrenzt. Nördlich wird der Talkessel durch einen steilen Hang zur sich anschließenden Hochebene geschlossen. Früher befand sich in Leuzenberg ein Skilift. Außerdem besteht ein Teil von Leuzenberg aus einer Wochenendsiedlung.